# Хлорсилан
Хлорсилан — неорганическое соединение,
хлорпроизводное моносилана с формулой SiH3Cl,
бесцветный газ.

## Получение
- Реакция хлористого водорода и моносилана в присутствии катализатора:

{\displaystyle {\mathsf {SiH_{4}+HCl\ {\xrightarrow {AlCl_{3},100^{o}C}}\ SiH_{3}Cl+H_{2}}}}
{\displaystyle {\mathsf {SiH_{4}+2HCl\ {\xrightarrow {AlCl_{3},100^{o}C}}\ SiH_{2}Cl_{2}+2H_{2}}}}
{\displaystyle {\mathsf {SiH_{4}+3HCl\ {\xrightarrow {AlCl_{3},100^{o}C}}\ SiHCl_{3}+3H_{2}}}}
{\displaystyle {\mathsf {SiH_{4}+4HCl\ {\xrightarrow {AlCl_{3},100^{o}C}}\ SiCl_{4}+4H_{2}}}}
продукты реакции разделяют фракционной перегонкой.
- Реакция хлорида кремния(IV) и формальдегида:

{\displaystyle {\mathsf {SiCl_{4}+HCHO\ {\xrightarrow {Al_{2}O_{3},400^{o}C}}\ SiH_{3}Cl+HCl+CO}}}

## Физические свойства
Молекула имеет форму треугольной пирамиды. Межатомные расстояния: Si—Cl — 0,2048 нм, Si—H — 0,1481 нм. Угол αCl-Si-H = 108,0°.

## Химические свойства
- Реагирует с водой с образованием смеси полисилоксанов.[источник не указан 3403 дня]